# Viking Roma FC
Viking Roma är en innebandyklubb från Rom, Italien. Klubben har bland annat kommit åtta i Europacupen i innebandy (2007/2008).